# Jacopo Caldora
Jacopo Caldora o Giacomo Caldora (Castel del Giudice, 1369 – Colle Sannita, 15 de noviembre de 1439) fue un noble italiano y condotiero.
Fue duque de Andria y Bari, marqués de Vasto, conde de Acquaviva delle Fonti, Agnone, Albe, Arce, Aversa, Capurso, Celano, Conversano, Copertino, Martina Franca, Monteodorisio, Noci, Nola, Pacentro, Palena, Rutigliano, Trivento y Valva, barón de Carapelle Calvisio y señor de Anversa degli Abruzzi, Ascoli Satriano, Barrea, Belmonte del Sannio, Bitonto, Campo di Giove, Capestrano, Carbonara, Carovigno, Carpinone, Castel del Giudice, Castellana Grotte, Castiglione Messer Marino, Civitaluparella, Colledimacine, Dogliola, Frisa, Latiano, Lettopalena, Loseto, Manfredonia, Minervino Murge, Monteferrante, Montenerodomo, Ortona, Palmoli, Pizzone, Roccaspinalveti, Salpi, San Buono, Santa Maria del Molise, Serracapriola, Tollo, Trani, Valenzano y Villetta Barrea. Fue también gobernador de Aquila de junio a diciembre del año 1415 y gran condestable del Reino de Nápoles. Por sus hazañas militares fue comparado con Pompeyo.

## Biografía

### Los inicios
Jacopo I Caldora nació en Castel del Giudice en 1369 como hijo mayor de Giovanni Antonio Caldora y Rita Cantelmo. Después de recibir una excelente educación, especialmente en las disciplinas literarias, comenzó aún joven su carrera militar bajo el mando del condotiero Alberico da Barbiano, en su compañía de San Giorgio, junto con el condotiero Braccio da Montone y bajo su comando, participando en la batalla entre los angevinos napolitanos y los angevinos franceses, pretendientes al trono del Reino de Nápoles.
En 1392 fue nombrado chambelán por el rey de Nápoles Ladislao I de Nápoles junto con otros nobles del reino. Posteriormente, debido a algunas diferencias, se rebeló contra este último y como castigo le fueron confiscados sus feudos, que pasaron a la corona.  Después de hacer las paces con el soberano, fue readmitido en su corte y le fueron devueltos los feudos que habían sido confiscados.  En 1411 fue enviado por el soberano napolitano a luchar en Capua contra Luis II de Nápoles, pretendiente al trono del Reino de Nápoles, y su ejército. Allí fue derrotado y obligado a retirarse.  Fue enviado de nuevo a luchar contra Luis II, pero esta vez en la batalla de Roccasecca, donde tampoco pudo prevalecer. En 1414 murió el rey Ladislao y muchos caballeros leales a él se pusieron del lado de Jacopo Caldora, ayudando a fortalecer su ejército.
Llamado a la corte en 1415 por su sucesora, la reina Juana II de Nápoles, apoyó a su favorito Pandolfello Piscopo.  Debido a algunas fricciones se rebeló contra la reina y sitió L'Aquila junto con el condotiero Antonuccio Camponeschi, pero fue derrotado por el condotiero Muzio Attendolo Sforza, leal a la reina. Reconciliado con esta última, fue liberado y nombrado por ella gobernador de L'Aquila, cargo que ejercería hasta finales de  ese año. En 1416 el favorito de la reina, Pandolfello Piscopo, fue mandado asesinar por Jaime II de La Marche, marido de aquella, siendo apoyado por Caldora.

### El alineamiento con los aragoneses, la vuelta al bando angevino y la guerra de L'Aquila
Al año siguiente fue enviado por Juana II junto con Muzio Attendolo Sforza y Perdicasso Barile para ayudar al papa Martín V, que estaba en guerra contra el excomulgado Braccio da Montone, antiguo maestro de armas de Caldora. Llegó cerca de Frosinone y allí comenzó a negociar, secundado por Perdicasso Barile, con Braccio da Montone. Muzio Attendolo Sforza, informado de las negociaciones en curso, envió a su secretario Buoso da Siena a su campamento para invitarlos a unirse a él, pero ambos se negaron a cumplir la orden. Jacopo Caldora fue entonces repentinamente atacado por los soldados de Muzio Attendolo Sforza y hecho prisionero junto con Perdicasso Barile, primero en la fortaleza de Falvaterra y luego en Nápoles. Allí fueron liberados por Sergianni Caracciolo por orden de Juana II y llevados a ella, quien les dio una recompensa en efectivo por adelantado para alentarlos a reunir sus ejércitos para fortalecer la guardia real.
En 1419 recuperó el feudo de Agnone y como recompensa obtuvo de la reina los feudos de Minervino Murge y Manfredonia. En 1420, debido a algunas diferencias, se alió contra Muzio Attendolo Sforza y su ejército. Este último lo sitió en su casa de Nápoles pero Jacopo logró salir de las murallas perimetrales de la ciudad junto a los condotieros Bernardino Ubaldini y Orso Orsini.  Después de un enfrentamiento armado que duró cuatro horas, se vio obligado a huir a los Abruzos.
Juana II, adoptando como hijo y sucesor en el trono a Luis III de Nápoles a expensas de Alfonso V de Aragón, puso al lado de este último a Jacopo Caldora. Al año siguiente reforzó las guardias en defensa de su castello Caldora en Pacentro, obligó a los habitantes de Sulmona a expulsar a los magistrados de la reina Juana II, y con su ejército cerró el paso al ejército de Braccio di Montone. En la refriega que siguió en varias zonas de Majella, perdió los feudos de Campo di Giove y Castel di Sangro. Huyó a Terra di Lavoro y allí decidió entregarse a Braccio da Montone para llegar a un acuerdo con él. Así traicionó a Muzio Attendolo Sforza y la búsqueda de venganza de este último cesó con la victoria de los nuevos aliados y la captura de los líderes enemigos Attaccabriga y Giannuzzo d'Itri. Muzio Attendolo Sforza se dio cuenta más tarde de que uno de los condontieros de su ejército, Angelo Tartaglia, había tenido contacto con Braccio da Montone, revelando valiosa información sobre sus oponentes; después de torturarlo para que revelara la verdad, lo acusó de traición y lo hizo ejecutar.
Jacopo Caldora luego fue a Nápoles con Braccio da Montone, al mismo tiempo, la flota aragonesa desembarcaba en Nápoles.  Al entrar en la ciudad, estas tres facciones atacaron a la reina Juana II y su ejército.  Dejó parte de su ejército en Nápoles y se dirigió a Capua con los caudillos Bernardino Ubaldini, Arrigo della Tacca, Riccio da Montechiaro y Orso Orsini y un ejército de 1 200 caballeros y 1 000 soldados para ayudar a Alfonso V de Aragón. Tras derrotar a los enemigos de éste, volvió a Nápoles con un ejército de 600 jinetes. Ante la noticia de la llegada de refuerzos catalanes leales a la reina desde Barcelona, huyó de Nápoles, pero el ejército napolitano le cerró el paso en el puente de la Maddalena y se enfrentó a él. Derrotado, se vio obligado a regresar a Nápoles. Habiendo obtenido de Juana II el feudo de Conversano, se quedó para defender la ciudad. Sabiendo de la traición, los aragoneses atacaron Nápoles, ayudados por los ejércitos de Francesco Sforza y Guido Torelli.  Aliado con este último gracias a la ayuda de Sergianni Caracciolo y su lugarteniente Raimondo d'Annecchino y traicionado por Bernardino Ubaldini, expulsó a los aragoneses de Nápoles, pero traicionó a Braccio da Montone y su ejército que abandonó la ciudad para dirigirse a sitiar L'Águila. En esta coyuntura mató al condotiero Ottino de Caris en una escaramuza.
Como recompensa, el 12 de abril de 1424 Juana II lo nombró gran condestable (capitán de la guardia real) del ejército napolitano, cargo que le reportaba 8 000 ducados al mes, y lo envió a L'Aquila para liberarla de la asedio de Braccio da Montone. En 1424, durante la guerra de L'Aquila, Jacopo Caldora logró triunfar sobre Braccio da Montone que fue asesinado (quizás por el mismo Caldora), mientras que Niccolò Piccinino y Gattamelata, que estaban alineados con el enemigo, fueron hechos prisioneros. Inmediatamente después del conflicto, se dispuso a reconquistar los feudos que le habían sido arrebatados por Braccio da Montone.

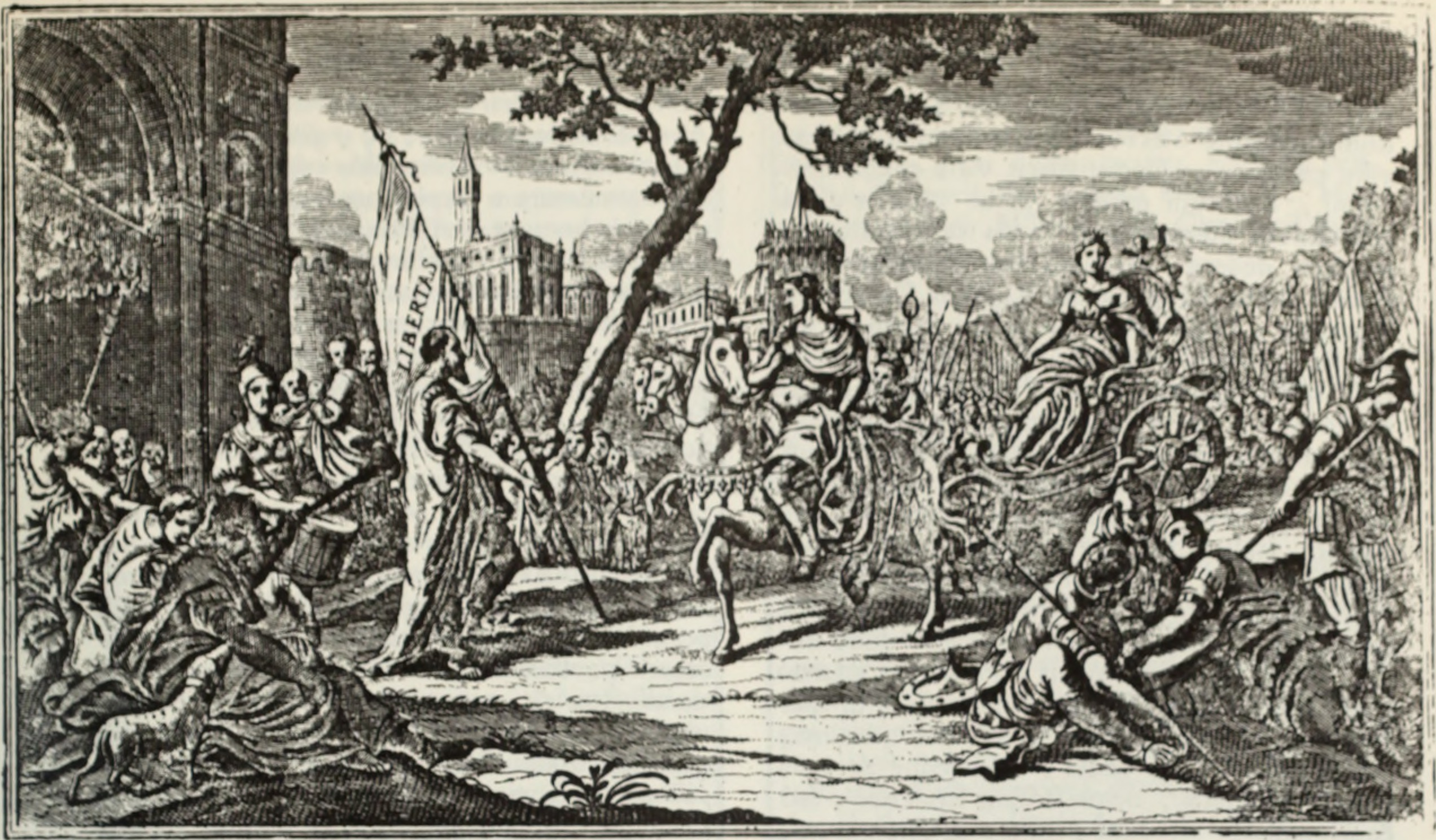
Miniatura alegórica contenida en la obra Antiquitates italicæ medii ævi, escrita por el historiador Ludovico Antonio Muratori, que representa la suntuosa entrada en el Aquila de la reina del Reino de Nápoles Giovanna II d'Angiò-Durrazzo (a la derecha, sentada en el sedán silla), acompañado por el gran condestable Jacopo Caldora (centro, a caballo) y su ejército, al final de la guerra de 1424 contra Braccio da Montone. La reina y el condotiero son recibidos por Antonuccio Camponeschi (a la izquierda, ondeando la bandera de la libertad), gobernador de la ciudad

La victoria de Jacopo Caldora sobre Braccio da Montone en la guerra de L'Aquila, una guerra en la que participaron los mejores condotieroes y condotieros de la época y que estaba destinada a seguir siendo una de las guerras más feroces y sangrientas de la historia, incrementó su poder en el Reino de Nápoles y le valió la reputación de gran condotiero.  Fuera de ello, el resultado del conflicto decidió el destino de gran parte de la península itálica.

### Al servicio del Estado Pontificio
Tras este histórico conflicto, el Papa Martín V puso a Jacopo Caldora a su servicio y en 1425 lo contrató para una serie de expediciones militares en Umbría.  Después de acampar con su ejército en Perugia, se dirigió a Città di Castello para recuperar los feudos que habían sido conquistados por Braccio da Montone. En julio del mismo año, aliado con el condotiero Pietro Colonna, con un ejército de 3 000 soldados y 1 500 de caballería, se dispuso a sitiar Ascoli Piceno. En el camino, con una serie de victorias, junto a la condotiero Giosia Acquaviva, conquistó los feudos de Monteprandone, Spinetoli, Monsampolo del Tronto, Comunanza y Mozzano. Una vez finalizadas las expediciones, Jacopo Caldora con 30 jinetes volvió a Roma al pontífice.
Sus hazañas llegaron a oídos de la República de Florencia, que quiso contratarlo ofreciéndole una suma que le permitía alistar 500 caballeros en su ejército por un año de servicio y un año de consentimiento. El Papa Martín V, sin embargo, no le permitió disolver el pacto acordado con él y al mismo tiempo le ordenó regresar a los Abruzos. Caldora, en vez de ello, se alió con los líderes Ludovico Michelotti, Pietro Colonna y Antonuccio Camponeschi para regresar a su ejército acampado en Perugia.  Durante el trayecto se enfrentaron a los líderes Giovanni da Varano, Antonio Sanseverino y Luigi Dal Verme. Llegados a Colfiorito, su viaje terminó porque se les unieron el Papa Martín V y el caudillo Guidantonio da Montefeltro, quienes con sus ejércitos les cortaron el camino.
En junio de 1426 volvió al ataque de los territorios de Ascoli al frente de 1 500 caballeros y 3 000 soldados.  En julio de 1428 acampó con su ejército cerca de Fano y aquí se le unió el condotiero Carlo I Malatesta. Juntos se dirigieron a Cesena para luego llegar a Forlì, donde acamparon con sus ejércitos.  El feudo de Medicina, situado en las cercanías, fue asediado y conquistado por Caldora. También sitió y conquistó Casalecchio di Reno, Bazzano, Monteveglio, Crespellano y Piumazzo.  Luego fue a Bolonia, donde atacó la ciudad con bombardas. En diciembre atacó la Porta Galliera de las murallas de la ciudad y allí se enfrentó al líder enemigo Luigi Sanseverino, capturó a 200 soldados opositores y los hizo ahorcar. Inmediatamente después, en venganza, los ciudadanos de Bolonia se apoderaron y ahorcaron a algunos de sus soldados. En febrero de 1429 intentó destruir otro lado de las murallas de la ciudad (Porta Lame) nuevamente usando bombardas y en marzo volvió a a atacar el lado precedente.  Ante las dificultades a las que se enfrentaban los sitiados, intentó el camino de la corrupción: pactó un acuerdo con los sitiados, fue acogido dentro de la ciudad y, una vez dentro, atacó a los boloñeses. Esta conspiración fue descubierta, pero Caldora logró escapar,una parte de sus soldados fue capturada y ahorcada, sus cadáveres fueron descuartizados y expuestos a la gente del lugar en el lado interior de la puerta de San Felice de las murallas de la ciudad. Caldora cambió de estrategia, incendió las murallas y arrasó el territorio vecino.  Acampó con su ejército en Borgo Panigale y allí planeó una nueva conspiración: envió al noble Anton Galeazzo Bentivoglio a realizar negociaciones secretas con el confaloniero del pueblo Alberto dal Ferro.  Se le prometió al noble que se abriría la puerta de San Vitale, que estaba custodiada por los guardias de Alberto dal Ferro. Los guardias que debían realizar la operación fueron obligados a esconderse por Caldora dentro de dos iglesias del feudo. Una vez descubiertos los escondites, los guardias del gonfaloniere fueron ahorcados y descuartizados.  En abril conquistó Bonconvento y Bentivoglio y volvió a Borgo Panigale, desde donde, en mayo, trasladó su ejército a Corticella para sitiar el feudo de San Pietro in Casale. Al fracasar el asedio, decidió desplegar sus tropas en Ponte Maggiore, Fossa Cavallina y San Ruffillo. En agosto, después de que los boloñeses firmaran un acuerdo de paz con él, abandonó Bolonia.
Al año siguiente Jacopo Caldora volvió a Bolonia, ya que en el verano de ese año los boloñeses se habían rebelado contra el Papa Martín V, y estacionó sus tropas a lo largo del río Reno, haciendo que sus soldados desviaran el caudal de agua para evitar que se repusiera el suministro de agua a la ciudad. Los lugareños descubrieron el plan y obligaron a Jacopo Caldora y su ejército a retirarse. Durante la retirada, algunos soldados del ejército de Jacopo Caldora fueron capturados y ahorcados. Acampó  cerca de San Vitale. Tras estipularse una nueva tregua, abandonó el sitio de Bolonia y se dirigió a Nápoles para obtener de la reina Juana II la recompensa acordada por los anteriores éxitos obtenidos en el campo militar. Juana II también le otorgó el ducado de Bari (del que sería investido oficialmente el 11 de octubre de 1432), convirtiéndolo en uno de los barones más poderosos del Reino de Nápoles, pero despertando la envidia del príncipe de Taranto Giovanni Antonio Orsini del Balzo, hasta entonces su aliado.
Poco después, en 1431, fue reclutado por el Papa Eugenio IV para luchar contra el líder Antonio Colonna, nombrándolo capitán de su ejército compuesto por 3 000 caballeros y 1 600 soldados y lo envió a conquistar los feudos de Ripi, Colleferro, Molara y Monte Compatri, propiedad de Antonio Colonna.  Mientras se preparaba para sitiar Genazzano, aceptó los 13 000 florines que le ofreció Antonio Colonna para que renunciara al puesto. Pero Caldora no renunció a la tarea, ya que inmediatamente después el Papa Eugenio IV aumentó la oferta y Genazzano fue entonces conquistado.

### Los enfrentamientos con Giovanni Antonio Orsini del Balzo y los conflictos en los Abruzos
Después de completar las tareas que le encomendaron los Estados Pontificios, Jacopo Caldora volvió al servicio de los angevinos y se opuso a Giovanni Antonio Orsini del Balzo, que se había puesto del lado de los aragoneses.  En 1434 decidió enfrentarse a él definitivamente: primero se alió con los caudillos Baldassarre della Ratta, Marino Boffa y Urbano Cimino y conquistó con ellos los feudos de Acerra, Montefusco, Vico Equense y Flumeri ; luego se alió con Luis III de Anjou-Valois y conquistó el distrito de Capitanata y los feudos de Ascoli Satriano, Andria, Bitonto, Ruvo di Puglia, Corato y Castellaneta. Pasó por Grottaglie, descendió a la Terra d'Otranto y obligó a Giovanni Antonio Orsini del Balzo a permanecer en Taranto. Conquistó Oria y Specchia, sitió Lecce, pero no terminó el asedio ya que sus relaciones con Luis III se deterioraron durante el conflicto. En noviembre del mismo año, Luis III muere de una enfermedad y Jacopo Caldora continúa solo las empresas militares, conquistando Gallipoli, Brindisi y Canosa di Puglia.
Como consecuencia de los altos gastos ocasionados por las campañas militares y para el mantenimiento de su ejército compuesto por 12 100 caballeros y 1 400 soldados, recibió de la reina Juana II los feudos de Ascoli Satriano, Carovigno, Castellana Grotte, Conversano, Copertino, Latiano, Loseto, Salpi y Valenzano, que había sido confiscado a su rival Giovanni Antonio Orsini del Balzo, acusado de felonía por la soberana napolitana. Tras la muerte de la reina Juana II, acaecida en 1435, apoyó a su sucesor Renato I de Nápoles, hermano del difunto Luis III, y se hizo entregar la recompensa acordada con la soberana difunta por los éxitos obtenidos en el marco militar, ofreciendo su ayuda para contrarrestar el avance de Alfonso V de Aragón y Giovanni Antonio Orsini del Balzo. El rey le dio 120 000 ducados para alistar un ejército fuerte.
Durante el viaje, enfermándose, se detuvo en Bitonto para curarse, dejando un ejército de 4 000 caballeros y 1 600 soldados dirigidos por sus hijos Antonio y Berlingiero y el líder Riccio da Montechiaro. Pero estos últimos fueron derrotados repetidamente en Puglia, por lo que, una vez curado, se vio obligado a abandonar la región y limitarse a entorpecer el avance de las tropas de Giovanni Antonio Orsini del Balzo. Más tarde volvió a Nápoles para reforzar de nuevo su ejército. Reforzado el ejército, fue a sitiar Capua, pero durante la batalla recibió una declaración de los angevinos sobre su no cesión del feudo en caso de victoria reportada por su ejército en esta batalla, por lo que se sospechaba que no se había comprometido en batalla.
En agosto de 1435, tras la derrota de los aragoneses en la batalla naval de Ponza a manos de los genoveses, irrumpió en el campamento de los primeros y se apoderó de un rico botín.
En septiembre del mismo año volvió a sitiar Capua, pero la batalla se desplazó lentamente hacia las orillas del río Volturno: en una orilla se posicionó el ejército de Caldora, mientras que en la otra el ejército enemigo dirigido por los líderes Antonio da Pontedera. y Michele Attendolo.  Al mes siguiente Capua estuvo a punto de rendirse, intención reforzada por el hecho de que Antonio da Pontedera se había retirado de la batalla porque había sido sobornado con una suma de 3 000 ducados y Michele Attendolo se había puesto del lado de Jacopo Caldora.  Sin embargo, el asedio fue inesperadamente largo y se prolongó hasta febrero de 1436: en este período, al mismo tiempo que el asedio de Capua, los feudos abruzenses de Caldora eran sometidos por los ejércitos de los condes de Sora y Loreto, por lo que se vio obligado a abandonar temporalmente el asedio y fue a los Abruzos para ayudar a sus súbditos a repeler a los invasores.  Habiendo reprimido los asedios de sus feudos en los Abruzos, se alió con las tropas del condotiero Giovanni Maria Vitelleschi, reforzando así su ejército, y se dirigió de nuevo a Capua, cuya defensa había sido preparada mientras tanto por el contodiero Giovanni Ventimiglia. Durante el viaje, en Montesarchio, se reencuentra con el enemigo Giovanni Antonio Orsini del Balzo.
En los meses siguientes, Caldora volvió a estar envuelto en conflictos en su región: los habitantes de los feudos de Sulmona, Chieti, Città Sant'Angelo y Penne se habían rebelado contra él. Con la ayuda del condotiero Battista Camponeschi obtuvo la rendición de los habitantes de Sulmona y Penne, reconquistó los feudos de Popoli y Caramanico Terme y se enfrentó nuevamente a Giovanni Antonio Orsini del Balzo. Luego conquistó Ruvo del Monte y Pescopagano, pero renunció a los sitios de Barletta y Venosa debido a la llegada de refuerzos militares a los sitiados y estipuló una tregua temporal con Giovanni Antonio Orsini del Balzo. Sin embargo, no mucho después, los habitantes de los feudos de Sulmona y Penne se sublevaron de nuevo y, esta vez, también los de Chieti. Los líderes Minicuccio Ugolini y Riccio da Montechiaro lo traicionaron y con el ejército enemigo tomaron posesión de Pescara. Se vio obligado, por lo tanto, a regresar a los Abruzos y prorrogar la tregua con Giovanni Antonio Orsini del Balzo.
En 1437 Alfonso V de Aragón trató de poner fin a los enfrentamientos tentando a Caldora y a su hijo Antonio para que se pusieran de su lado prometiéndoles 800 caballeros y 1 000 soldados para alistarse en su ejército y la confirmación de todos los feudos poseídos y de todos los encargos, ellos, sin embargo, rechazaron la propuesta, permaneciendo del lado de los angevinos. Su campamento fue repentinamente devastado por soldados aragoneses dirigidos por los líderes Francesco Piccinino y Sebastiano dell'Aquila que capturaron a 800 soldados. Al mismo tiempo los feudos rebeldes de Sulmona y Chieti lo traicionaron poniéndose del lado de los aragoneses y además de ellos también hicieron lo mismo varios jefes de su ejército. Minicuccio Ugolini y Battista Camponeschi se vieron obligados a firmar una nueva tregua con los enemigos. Jacopo Caldora decidió entonces abandonar los Abruzos para reunirse con las tropas de Giovanni Maria Vitelleschi.
Durante su ausencia, sus tropas rompieron repentinamente la tregua temporal con Giovanni Antonio Orsini del Balzo y lo enfrentaron primero en Montefusco y luego en Montesarchio, logrando capturarlo y encarcelarlo. Al enterarse de la noticia, Caldora conquistó Longano, Roccamandolfi y Presenzano, fracasó el sitio de Morcone y San Marco dei Cavoti y se reunió con Giovanni Maria Vitelleschi. Quien quería, sin embargo, que Caldora hiciera las paces con Giovanni Antonio Orsini del Balzo para reducir a la mitad la cantidad de conflictos en curso, a lo cual él se negó. Mientras tanto, sin embargo, Giovanni Antonio Orsini del Balzo fue liberado por los aragoneses y las tropas puestas bajo su vigilancia fueron derrotadas. Después del encuentro con Giovanni Maria Vitelleschi, Caldora se dirigió a Nápoles porque la reina Isabel de Lorena, esposa del rey Renato, pedía la suspensión de los conflictos.  Pero durante el trayecto se desplazó hacia Capua para derrotar definitivamente a Alfonso V de Aragón.  Este último, advertido a tiempo del peligro inminente por un emisario del líder Giacomo della Leonessa, se salvó huyendo de Capua con su ejército y haciendo que los oponentes encontraran varios cadáveres de soldados y caballos en el feudo. Jacopo Caldora, llegado así a Nápoles con Giovanni Maria Vitelleschi a presencia de la reina Isabel de Lorena, rechazó todas las propuestas de tregua con los aragoneses que le fueron ofrecidas. Así recreó roces en Vitelleschi, quien decidió en este punto abandonar cualquier conflicto y retirarse a los Abruzos. Después de la reunión en la corte, Jacopo Caldora salió de Nápoles y se dirigió a Bitonto para entregar dinero a los líderes Paolo Tedesco y Lorenzo Attendolo a cambio de su apoyo militar. Al mismo tiempo, su líder Marino da Norcia convenció a las tropas papales de ponerse del lado del ejército de los angevinos.
Al enterarse de la noticia de que el rey Renato había regresado a Nápoles, Jacopo Caldora decidió volver a él para recibirlo con 3 000 caballeros. En el camino conquistó Scafati y Amalfi y le pidió a Michele Attendolo que se uniera a él para moverse juntos en los Abruzos, una región que se había rebelado contra los angevinos. Sin embargo, se presentó solo con su ejército en Casacanditella por Alfonso V de Aragón y se enfrentó a él. Viéndose en apuros, decidió atraer a los enemigos a Pacentro, pero en el camino fue atacado varias veces por sus adversarios. Entonces decidió interrumpir la batalla y pedir audiencia a Alfonso V de Aragón, para ganar tiempo. Llegaron refuerzos, su ejército alcanzó la cuota de 18 000 soldados. Todos juntos dieron batalla al enemigo y sitiaron Sulmona, Popoli y Penne. Los aragoneses intentaron poco a poco llevar la batalla a Terra di Lavoro, para ir acercándose cada vez más a Nápoles, ciudad que pretendían conquistar. Durante esta especie de "seducción bélica" por parte de los enemigos, Jacopo Caldora miró a su alrededor y tomó posesión de varios feudos ubicados en el territorio de Tussio. Con éxito en su intento, los aragoneses atacaron Nápoles seguidos por las tropas angevinas que intentaron impedírselo. Ganada la batalla, Caldora volvió a los Abruzos para recuperar Sulmona. En 1439 fue llamado en auxilio por el rey Renato tras la caída de Caivano a manos de los aragoneses, por lo que se vio obligado a abandonar el sitio de Sulmona. Reunido con el soberano, pidió y obtuvo el feudo de Aversa como premio a sus éxitos militares. Luego regresó a los Abruzos para tomar un respiro de las empresas militares.

### La muerte
Después de la ruptura, reconquistó los feudos de Pescara, Loreto Aprutino y los feudos adyacentes a ellos, sustrayéndolos al traidor Riccio da Montechiaro. Decidió dirigirse a Terra di Lavoro, pero su ejército no pudo cruzar el frente al verse superado por el ejército aragonés. En consecuencia, se vio obligado a cambiar de dirección rumbo a Nápoles. En el camino conquistó Circello y Colle Sannita, sustrayendo a este último del líder Giacomo della Leonessa. Poco después del asedio de Colle Sannita, que tuvo lugar el 15 de noviembre de 1439, sufrió repentinamente una hemorragia cerebral o un ataque de apoplejía que lo llevó a la muerte:

...E mentre quelli travagliavano di accordare i soldati, e ei passeggiava per lo piano, discorrendo co'l conte d'Altavilla [Luigi di Capua], e con Cola di Ofieri, del modo che potea tenere per passar à Napoli, li cadde una goccia dal capo nel cuore, che bisognò che 'l conte lo sostenesse che non cadesse da cavallo, e disceso, da molti che concorsero fù portato al suo padiglione, dove poche hore dopò [alle ore 23:00] uscì di vita à 15 di novembre 1439. Visse più che settant'anni in tanta prospera salute, che quel dì medesimo si era vantato, che haveria di sua persona fatto quelle prove, che facea quando era di venticinque anni, fù magnanimo, e mai non volle chiamarsi, nè principe, nè duca possedendo quasi la maggior parte di Abruzzo, del contado di Molise, di Capitanata, e di Terra di Bari, con molte nobilissime città, mà li parea che chiamandosi Giacomo Caldora superasse ogni titolo, hebbe cognitione di lettere, e amava i capitani letterati più che gl'altri.
'...Y mientras luchaban por reconciliar a los soldados, anduvo por la llanura, hablando con el Conde de Altavilla [Luis de Capua], y con Cola di Ofieri, de la misma que pudo proceder a pasar a Nápoles, una gota le cayó de la cabeza al corazón, de modo que el conde tuvo que sostenerlo para que no cayera de su caballo, y desmontó, fue tomado por muchos que se juntaron a su pabellón, donde pocas horas después.' [a las 23:00] 'falleció el 15 de noviembre de 1439. Vivió más de setenta años con tan próspera salud, que ese mismo día se había jactado de haber hecho personalmente aquellas pruebas, que hizo cuando tenía veinticinco años, era magnánimo, y nunca quiso llamarse príncipe o duque, poseyendo casi la mayor parte de Abruzzo, el campo de Molise, Capitanata y la tierra de Bari, con muchas ciudades muy nobles, pero le parecía que llamándose Giacomo Caldora superaba todos los títulos, tenía conocimientos de letras y amaba a los capitanes letrados más que a otros.
Angelo di Costanzo, Historia del Regno di Napoli, Napoli, Domenico Antonio Parrino, 1710, pp. 413-414

Fue enterrado en Sulmona, en la iglesia de Santo Spirito al Morrone, en una capilla familiar. Sus tropas, sus títulos nobiliarios y sus feudos fueron asignados a Antonio Caldora, su hijo mayor, quien también obtuvo del rey Renato d'Angiò el título de virrey del Reino de Nápoles. Posteriormente su cuerpo fue exhumado e incinerado y sus cenizas esparcidas por orden de Alfonso V de Aragón, que en 1442 se había convertido en el nuevo rey.

## Carácter y personalidad
Il tipo del condottiere italiano [...] Il Caldora superava gli altri per fama di spirito cavalleresco e di magnanimità. Certamente non avea bisogno di procacciarsi la sussistenza, militando sempre ora per questo ora per quello stato; avendo per eredità una grande potenza – la sua casa era la più considerevole negli Abruzzi – poté fin da principio fare una politica propria. Diventò col tempo un forte guerriero, e, condottieri della sua scuola si sparsero e si fecero onore in tutta l'Italia; ma non condusse quasi mai una guerra che non fosse di suo interesse immediato,  e che quindi non si combattesse a Napoli o ai suoi confini. Ciò nonostante la maggior parte degli stati gli mandarono stipendi regolari nel suo paese, solo per non essere attaccati da lui.
El tipo de líder italiano [...] Caldora superó a los demás en términos de su reputación de caballerosidad y magnanimidad. Ciertamente no necesitaba procurarse una subsistencia, siempre militando ahora por este ahora por aquel estado; teniendo por herencia un gran poder -su casa era la más considerable de los Abruzos-, pudo desde el principio hacer su propia política. Con el tiempo se convirtió en un fuerte guerrero, y los líderes de su escuela se extendieron y se hicieron honrar por toda Italia; pero casi nunca libró una guerra que no fuera de su interés inmediato y que, por lo tanto, no se libró en Nápoles o en sus fronteras. No obstante, la mayoría de los estados le enviaban salarios regulares a su país, solo para no ser atacado por él”.
Everardo Gothein, Il Rinascimento nell'Italia meridionale, traduzione di Tommaso Persico, Firenze, Sansoni, 1915, p. 292

## Descendencia
Se casó con Medea d'Evoli en 1399, con quien tuvo dos hijos y una hija:
- Antonio, hijo mayor, condotiero, gran condestable del Reino de Nápoles, virrey del Reino de Nápoles y duque de Bari, que se casó primero con Caterina d'Evol,[22] luego en 1429 con Emilia/Isabella Caracciolo, hija de Giovanni Caracciolo,[23] y finalmente después de 1442 con Margherita di Lagnì [21]
- Berlingiero, duque de Andria, condotiero de tendencias homosexuales, que se casó con Francesca Riccardi  en 1423[24]
- Maria, casada primero con Giosia Acquaviva, 6º duque de Atri,[25] luego en abril de 1424 con Francesco Sforza, 1er duque de Milán,[10] y finalmente el 13 de agosto de 1432 con Troiano Caracciolo, duque de Melfi, único hijo varón de Sergio Caracciolo.[26]

Viudo, se volvió a casar en 1439 con Jacovella da Celano, con quien no tuvo hijos.

## Lema y escudo de armas
Su lema consistía en un famoso verso bíblico de David : “ Coelum coeli Domino, terram autem dedit filiis hominum ”, que traducido significa “El cielo al Señor de los cielos, pero la tierra fue dada a los hijos de los hombres”, con lo que quiso decir decir que "La tierra fue dada como mucho a quien más pudiera enseñorearse de ella"   y que "Es el mundo de los que tienen la mano más fuerte". Este lema fue grabado en las bardas y arneses de sus caballos.
Refleja su escudo de armas y el de su familia, que consiste en un antiguo escudo francés cuartelado con oro en el 1.° y 4.° cuartel y azul en el 2.° y 3.°: el oro simboliza el Sol, por lo tanto nobleza, esplendor, riqueza, poder, gravedad, alegría, juventud, sabiduría, prudencia y fe, mientras que el azul simboliza el planeta Júpiter, por tanto, aire, castidad, santidad, devoción, celo y justicia.

## Obras

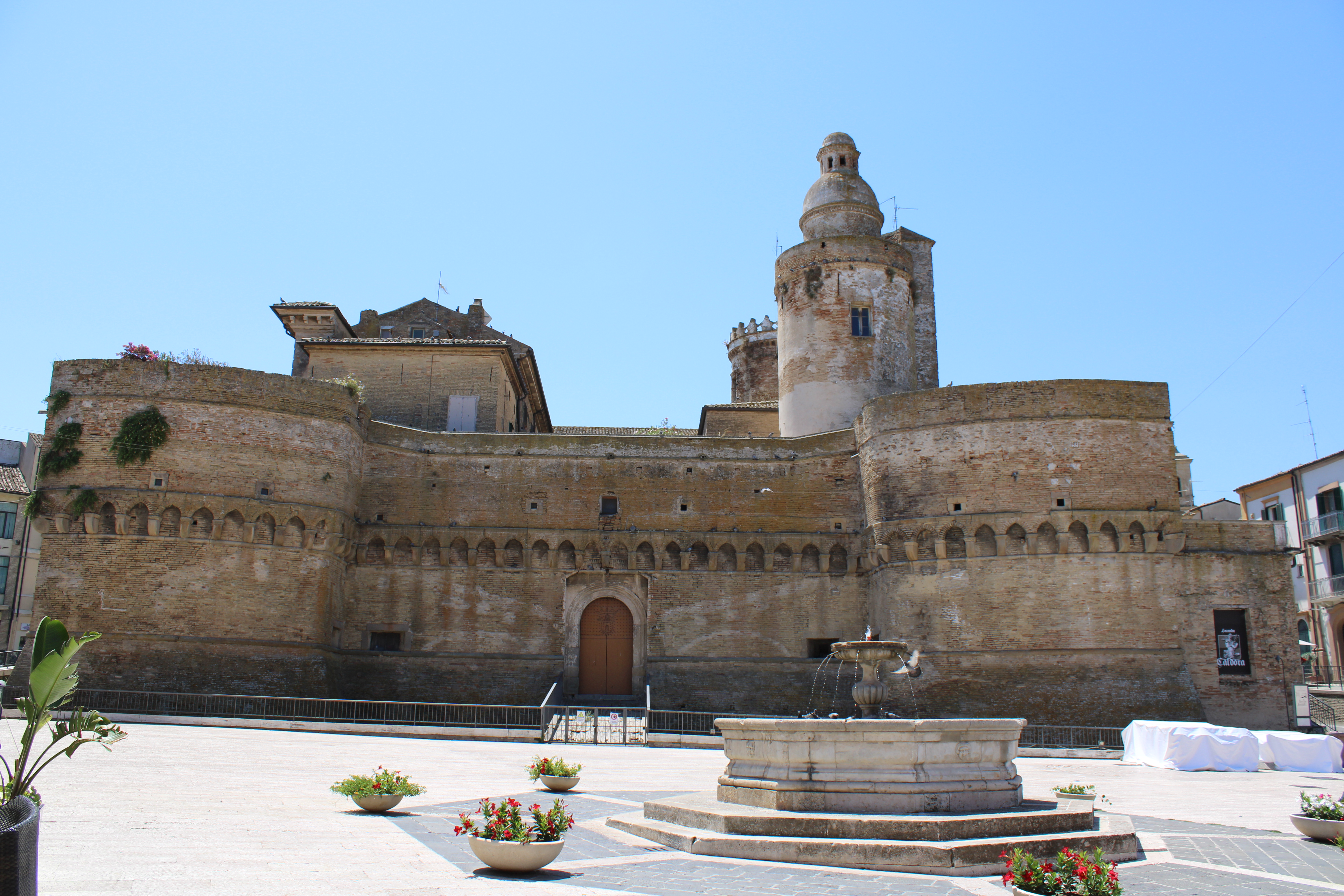
El castillo Caldoresco en Vasto, construido en 1439 por el ingeniero sienés Mariano di Jacopo, conocido como "il Taccola", encargado por Jacopo Caldora

Jacopo Caldora en 1439 encargó al ingeniero sienés Mariano di Jacopo, conocido como "il Taccola", la construcción del castillo Caldoresco en Vasto, para convertirlo en su segunda residencia después del castillo de Caldora en Pacentro, y para reforzar las murallas perimetrales de la ciudad y de las torres incluidas en ellos (en particular la torre Bassano). También mandó construir en esa ciudad el Palazzo d'Avalos, posteriormente propiedad de la familia del mismo nombre. En 1421 hizo reparar dicho castillo de Pacentro y el Palacio del Castillo de Campo di Giove, que habían sido dañados por los asedios del caudillo Braccio da Montone. Finalmente, construyó los castillos de Carpinone y Civitaluparella (este último presente en estado ruinoso) y reforzó el castillo de Castel del Giudice (desaparecido ya que fue absorbido por la iglesia matriz de San Nicola), el castillo ducal de Trivento y el castillo aragonés de Ortona.